# Pat Morita
Noriyuki "Pat" Morita (n. 28 iunie 1932, Isleton, California, SUA - d. 24 noiembrie 2005, Las Vegas, Nevada, SUA) a fost un actor american de origine japoneză, renumit pentru rolurile Arnold din Happy Days și Domnul Miyagi din seria de filme Karate Kid, pentru care a fost nominalizat la Premiul Oscar pentru cel mai bun actor în rol secundar în 1984.
Morita a jucat rolul principal în serialul Mr. T and Tina, considerat ca fiind primul sitcom american bazată în jurul unui descendent asiatc și Ohara, serial polițist. Ambele au fost difuzate pe ABC, doar pentru scurt timp.

## Viața timpurie
Pat Morita s-a născut în Isleton, California.  De la vârsta de doi ani a început să sufere de tuberculoză spinală, fiind internat timp de nouă ani în mai multe spitale din nordul Californiei, incluzând aici și Spitalul Shriners din San Francisco. Pentru o lungă perioadă de timp corpul său a fost înfășurat în ghips și i s-a spus că nu va putea merge niciodată. El și-a căpătat numele de scenă, „Pat” în timp ce era internat într-un sanatoriu de lângă Sacramento. A fost externat la vârsta de 11 ani, după mai multe operații la coloană, și a învățat cum să meargă, alăturându-i-se familiei sale din Centrul de Relocare de pe râul Gila⁠(en)[traduceți] din Arizona.
După război, familia a deschis restaurantul Ariake Chop Suey în Sacramento, California. Tânărul „Nori” distra clienții cu glume și servea drept maestru de ceremonii pentru grupurile de meseni. Mai târziu a lucrat ca funcționar public pentru Statul California și pentru compania Aerojet-General, aflată aproape de orașul Sacramento. La începutul anilor '60, și-a început cariera de stand-up comedy, fiind cunoscut drept The Hip Nip, dând mai multe reprezentații în baruri și cluburi de noapte. A făcut parte și din trupa de comedie improvizațională The Groundlings.

## Filmografie
- Bătălia de la Midway (1976)
- Karate Kid (1984)
- Spionul Dandana (1996)
- Infernul (1999)

## Legături externe
- Pat Morita la Internet Movie Database
- Pat Morita la TCM Movie Database
- Pat Morita la Allmovie
- Pat Morita la Find a Grave
- „Pat Morita, 73, Actor Known for 'Karate Kid' and 'Happy Days,' Dies”, The New York Times, 26 noiembrie 2005
- Pat Morita la People.com Arhivat în 10 noiembrie 2011, la Wayback Machine.
- 1967 Stars & Stripes Article on Morita la Wayback Machine  (arhivat la 8 august 2009).
- Arhivă cu interviuri date de Pat Morita